# Ivo Chlupáč
Ivo Chlupáč (* 6. Dezember 1931 in Benešov; †  7. November 2002 in Prag) war ein tschechischer Geologe und Paläontologe. 

## Leben
Chlupáč sammelte schon als Schüler Fossilien und publizierte darüber schon als Gymnasiast. Er studierte Geologie an der Karls-Universität Prag und war lange Zeit am Zentralen Geologischen Institut in Prag. 1991 bis zur Emeritierung 1997 war er Professor für Geologie an der Karls-Universität.
Er befasste sich vor allem mit Stratigraphie des Paläozoikums und speziell des Devons und war Mitglied der Internationalen Kommission für Stratigraphie des Devon und Silur. Aufgrund von stratigraphischen Untersuchungen von Graptolithen in der Umgebung Prags in den 1950er Jahren konnte er die Silur-Devon-Grenze genauer festlegen (erster international anerkannter Stratotyp). Das von ihm eingeführte Lochkovium wurde international anerkannt. Weiter befasste er sich mit Trilobiten, Goniatiten des Devon und allgemeiner Methodik der Stratigraphie. In Böhmen befasst er sich vor allem mit dem Barrandium und verfasste mehrere geologische Führer hierzu. Von ihm stammen über 300 wissenschaftliche Veröffentlichungen.
Das Museum für Geologie und Paläontologie an der Karls-Universität ist nach ihm benannt. 
Er war Mitglied der Leopoldina und langjähriger Vorsitzender der tschechoslowakischen stratigraphischen Kommission.

## Schriften (Auswahl)
- Profil králodvorskými břidlicemi (Ashgillian) u Velké Chuchle. In: Věstník Královské České společnosti nauk, Třída mat.-přírodověd, 1950, Teil 1, S. 1–10.
- Stratigrafický výzkum spodní části branických vápenců v Barrandienu. In: Sborník Ústředního ústavu geologického, oddělení geol. (Praha), Vol. 21 (1955), Heft 2, S. 91–224 (tschechisch mit engl. Zusammenfassung, Stratigraphical study of the oldest Devonian beds of the Barrandian)
- Trilobite assemblages in the Devonian of the Barrandian area and their relation to palaeoenvironments. In: Geologica et Palaeontologica; 17 (1983), S. 45–73
- mit anderen: Early Paleozoic of the Bohemian Massif. Internat. Geolog. Congress, Prag 1968, Guide to Excursions
- Geology of the Barrandian, a field trip guide. Senckenberg-Buch 69, 1993
- Die Silur-Devon Grenze von Karlsteijn (Tschechien). In: Werner K. Weidert: Klassische Fundstellen der Paläontologie. Band 4, 2001, Goldschneck Verlag[1]
- Ein Riff des Unterdevon bei Koneprusy. In: Werner K. Weidert: Klassische Fundstellen der Paläontologie. Band 3, 1995, Goldschneck Verlag
- mit Frantisek Vacek: Thirty years of the first international stratotype: The Silurian-Devonian boundary at Klonk and its present status. In: Episodes, 26(3). S. 10–15, Beijing 2003
- mit Zdeněk Kukal: The boundary stratotype at Klonk. The Silurian-Devonian Boundary. IUGS Series, A5, S. 96–109, Berlin 1977
- The Bohemian Lower Devonian stages. Courier Forschungsinstitut Senckenberg, 55, S. 345–400, Frankfurt am Main 1982
- Vycházky za geologickou minulostí Prahy a okolí. Academia, Praha 1999 („Wanderungen in die geologische Vergangenheit von Prag und Umgebung“)
- Geologická minulost České republiky. Academia, Praha 2002, 2. Auflage 2011 („Die Geologische Vergangenheit der Tschechischen Republik“)